# Proch chloranowy
Proch chloranowy – odmiana prochu czarnego, w którym azotan potasu (saletra potasowa) jest zastąpiony chloranem potasu. Proch ten został opracowany w 1785 r. przez Claude'a Louisa Bertholleta. 
Proch Bertholleta był mieszanką o składzie wagowym: 76,7% chloranu potasu (KClO3), 11,6% siarki i 11,6% węgla drzewnego. Temperatura wybuchu wynosi ok. 3900 °C, można go łatwo zainicjować mechanicznie. 